# Monolith von St Breock Downs
Der Monolith von St Breock Downs (auch St Breock Longstone; cornish: Men Gurta genannt) ist neben dem Menhir von Carfury der größte Menhir (englisch Standing stone) in Cornwall, in England. Es steht südlich von Wadebridge, nahe dem Gipfel des St Breock Downs und weist eine Neigung nach Norden auf.
Der Stein wurde bereits 1613 in antiquarischen Schriften erwähnt und diente später als Grenzstein der Pfarrei St Breock. Er ist 4,92 Meter hoch, erreicht über dem Boden eine Höhe von etwa drei Metern und misst an der Basis 1,51 × 1,07 m. Das geschätzte Gewicht liegt bei 16,5 Tonnen. Der Stein aus Granit verfügt über zahlreiche Feldspatadern und steht auf einem niedrigen Cairn mit einem Durchmesser von etwa 10,0 Metern. Es wird angenommen, dass er spätneolithisch oder frühbronzezeitlich (2500–1500 v. Chr.) zu datieren ist.
Der Stein fiel 1945 um und wurde 1956 nach einer Untersuchung wieder aufgestellt. Die Grabung zeigte, dass er in Quarzkieseln stand, unter denen sich zwei kleine Gruben befanden. Ähnliche, an anderen Stellen festgestellte Vertiefungen enthielten menschlichen Knochen oder Leichenbrand.
Der Stein könnte mit anderen bronzezeitlichen Kultstätten in der Gegend in Verbindung stehen, darunter dem St Breock Downs Menhir und der Grabhügelreihe Pawton Gate, die sich über mehrere Kilometer westlich erstreckt.
In der Nähe liegt die Steinkiste von St Breock Beacon.